# Ульяновск III
Ульяновск III — железнодорожная станция Волго-Камского региона Куйбышевской железной дороги. Расположена в Засвияжском районе Ульяновска. Находится на участке с тепловозной тягой ж-д линии «Зелёный Дол — Сызрань». Начало эксплуатации — 1942 год.

## История
Станция открылась в 1942 году при строительстве железной дороги «Волжская рокада», до 1965 года называлась «Сельдь».
С началом Великой Отечественной войны в Ульяновск из оккупированных районов и прифронтовой полосы были эвакуированы десятки промышленных предприятий, в том числе цеха ЗиС, к которым от станции были проложены подъездные пути: к Ульяновскому мотороремонтному заводу (в настоящее время ОАО «Автодеталь-Сервис») (1944), к Ульяновской ТЭЦ-1 (1947), к Ульяновскому радиоламповому заводу (1951), к Ульяновскому заводу тяжёлых и уникальных станков (УЗТС) (1952), к бетонному заводу (в настоящее время — ОАО «Ульяновский завод ЖБИ-1») (1956), к Ульяновскому механическому заводу № 2 (1961), к Ульяновскому механическому заводу (1966).

## Деятельность
На станции осуществляются:
- Продажа билетов на все пассажирские поезда. Приём и выдача багажа не производятся
- Приём и выдача повагонных отправок грузов, допускаемых к хранению на открытых площадках станций
- Приём и выдача грузов повагонными и мелкими отправками, загружаемых целыми вагонами, только на подъездных путях и местах необщего пользования
- Приём и выдача грузов в универсальных контейнерах массой брутто 20 и 24 т на станциях

## Дальнее следование по станции
По состоянию на май 2024 год через станцию курсируют следующие поезда дальнего следования:

### Круглогодичное движение поездов
| № поезда | Маршрут движения                | № поезда | Маршрут движения                |
| -------- | ------------------------------- | -------- | ------------------------------- |
| 6751     | Казань-Пасс. — Ульяновск-Центр. | 6753     | Ульяновск-Центр. — Казань-Пасс. |